# Вільгельм Хаас
Вільгельм Гаас (4 вересня 1896 — 11 січня 1981) — посол Німеччини в Ізраїлі, Туреччині, Японії, Радянському Союзі та Нідерландах.

## Кар'єра
До того як стати послом, Гаас, випускник коледжу Боудойн 1953 року, очолював делегацію Західної Німеччини з морського права в Організації Об'єднаних Націй, був керівником Африканського бюро в Міністерстві закордонних справ своєї країни, а також помічником Державного секретаря США у справах Латинської Америки, Африки та Азії. У 1988 році Боудойн присвоїв йому ступінь почесного доктора права.